# وینرینگن
وینرینگن (به آلمانی: Winringen) یک شهر در آلمان است که در بیتبورگ-پروم واقع شده‌است.